# الأنثروبولوجيا في 1940 - 1949
الخط الزمني للأنثروبولوجيا، 1940–1949

## أحداث
1940
- تم تنفيب على أقدم معروفة مومياء وجدت في أمريكا الشمالية، والمعروفة بـروح رجل الكهف، يتم حفرها.
- تم اكتشاف لوحات ما قبل التاريخ في كهوف اسكو.

1949
- تم إنشاء منظمة ملفات منطقة العلاقات الإنسانية (بالإنجليزية: Human Relations Area Files (HRAF))‏ في جامعة ييل وبمشاركة 20 دولة.

## المنشورات
1940
- «العرق أو اللغة والثقافة» إنك|Race, Language and Culture، تأليف فرانز بواس
- «نظم السياسيات الأفريقية» (بالإنجليزية: African Political Systems)‏، تأليف ماير فورتيس وايفانز بريتشارد

1944
- «شعب الور» (بالإنجليزية: The People of Alor)‏، تأليف من قبل كورا دو بوا
- تكوينات نمو الثقافة" (بالإنجليزية: Configurations of Culture Growth)‏، تأليف ألفريد كروبر
- «التحول الكبير» (بالإنجليزية: The Great Transformation)‏، تأليف كارل بولاني

1949
- «البطل ذو ألف وجه» (بالإنجليزية: The Hero with a Thousand Faces)‏، تأليف جوزيف كامبل.
- «البنى القرابة الأساسية» (بالفرنسية: Les structures élémentaires de la parenté)‏، تأليف كلود ليفي ستروس

## المواليد
1940
- مايكل تاوسيغ
- بروس كابفرير

1941
- جيمس بيركس
- ريتشارد دوكينز

1942
- يورام بيلو
- أولف هانرز
- ميف ليكي

1943
- إدواردو أرشيتي

1944
- ريتشارد ليكي
- نانسي شيبر هيوز

1948
- كيرستن هاسترب
- إيان هودر
- تيم إنغولد
- ديفيد كيرتزر

1949
- ستيفن فيلد
- إيان هودر

## الوفيات
1940
- جيمس فريزر
- الكسندر غولدوايسر
- ألفريد هادون كورت
- تشارلز سليغمان

1941
- كارل ويلهم هارتمان
- السى كلوز بارسونز
- بنيامين ورف

1942
- فرانز بواس
- برونسيلاف مالينوفسكي

1943
- مارك كوهين
- كاتسويوشي فوكوي
- آلس هيردلشكا
- دونالد جوهانسون

1948
- روث بنديكت